# Huyện Bereket
Bereket   (trước đây là Gazanjyk) là một huyện trong tỉnh Balkan, Turkmenistan. Trung tâm của huyện này là thị trấn Bereket.
Bản mẫu:Huyện của Turkmenistan